# Cristianos Unidos por Israel
Cristianos Unidos por Israel (en inglés: Christians United For Israel ) (CUFI) es una organización cristiana americana proisraelí que se autodefine como un movimiento nacional de base centrado en apoyar a Israel. Es la mayor organización proisraelí de los Estados Unidos. CUFI afirma que ofrece su apoyo a Israel por razones bíblicas. La organización funciona bajo el liderazgo del pastor John Hagee, está asociada con diversas iglesias y ministerios de los Estados Unidos de América para proporcionar apoyo político y financiero al Estado de Israel.

## Fundación
La organización Cristianos Unidos por Israel fue fundada originalmente en 1992 por el reverendo David Lewis. El ministro evangélico John Hagee solicitó permiso a Lewis para usar el nombre de la organización. Hagee invitó a varios líderes cristianos de América del Norte para que se unieran a su nueva iniciativa. Más de 400 líderes, cada uno representando a una denominación, a una iglesia, a un ministerio, a una compañía editorial, o a una universidad protestante, expresaron su apoyo al proyecto, y así fue como Cristianos Unidos por Israel fue creado. Hagee incorporó legalmente a la organización el 7 de febrero de 2006. Desde su creación, CUFI a funcionado desde San Antonio (Texas), municipio donde el reverendo Hagee tiene su propio ministerio religioso.

## CUFI en el Campus
El primer capítulo universitario de Cristianos Unidos por Israel fue establecido en la Universidad Estatal de California, en Bakersfield, dicho capítulo fue llamado en inglés: "CUFI on Campus". Asimismo se llevaron a cabo planes para crear más capítulos similares en otros campus universitarios. En 2011 en la reunión anual de CUFI en Washington D. C., se anunció que se habían formado varios capítulos de "CUFI on Campus" y que estaban en proceso de formarse nuevos capítulos en más de 75 campus universitarios y que la organización CUFI estaba presente en 225 campus del país.

## Hijas de Sion
Las Hijas de Sion (en inglés: Daughters for Zion) es un ministerio cristiano de oración que forma parte de la organización Cristianos Unidos por Israel (CUFI), una asociación nacional mediante la cual cada iglesia, organización, ministerio cristiano, o persona individual en los Estados Unidos de América, puede hablar y actuar en apoyo del Estado de Israel. En agosto de 2007, la organización CUFI implementó la asociación Hijas de Sion, cuya misión es organizar una red nacional de oración por Israel en cada ciudad de los Estados Unidos de América. Estos grupos de oración pueden ser implementados en la iglesia, en el hogar, en la oficina, o en cualquier lugar apropiado para el culto. La asociación Hijas de Sion fue creada bajo la dirección del pastor protestante John Hagee y la pastora Lynn Hammond.

## Membresía
En marzo de 2012, la organización celebró que su membresía había superado el millón de miembros, un hito que confirma el rol de CUFI como la mayor organización proisraelí de los Estados Unidos de América. En enero de 2015 la membresía de CUFI superó los dos millones de miembros.

## Objetivo
Entre sus objetivos se encuentra educar y fomentar el apoyo cristiano a Israel en América: CUFI busca congregar a los cristianos evangélicos que apoyan a Israel por razones morales y bíblicas. CUFI persigue este fin mediante la distribución de literatura, DVDs, informes sobre Oriente Medio, y celebrando actos anuales tales como "una noche para honrar a Israel" (en inglés: A Night to Honor Israel ) en diversas comunidades evangélicas de todo el país.

## Actividades

### Una noche para honrar a Israel
CUFI celebra eventos tales como "una noche para honrar a Israel" en diversas ciudades de los EE. UU. Estos acontecimientos tienen el objetivo manifiesto de expresar la solidaridad cristiana con el Estado de Israel y con el pueblo judío. Tales eventos como "una noche para honrar a Israel" cuentan a menudo con la presencia de miembros de la comunidad judía local. De hecho, los fondos que son recaudados en dichos actos, son a menudo entregados a las federaciones judías locales para asistir con sus esfuerzos a diversos proyectos en Israel.

### Reunión en Washington
CUFI celebra anualmente una cumbre para permitir a sus delegados poder hablar personalmente en nombre de Israel. En respuesta a diversos acontecimientos, CUFI moviliza a sus miembros a través de un sistema de alerta rápida para elevar el nivel de apoyo popular hacia Israel y para llevar a cabo tareas de lobby a favor de dicho país en el Congreso de los Estados Unidos.

## Críticas
Cristianos Unidos por Israel (CUFI) ha enfrentado diversas críticas y controversias por parte de grupos religiosos, comentaristas políticos y organizaciones de defensa.

### Teología del fin de los tiempos y sionismo cristiano
Muchos cristianos, en particular los de las principales denominaciones protestantes y algunos círculos católicos, han criticado la adhesión de CUFI al sionismo cristiano, el cual está vinculado a una interpretación escatológica específica de la Biblia. Esta teología suele considerar el establecimiento y la expansión de Israel como el cumplimiento de la profecía bíblica. Los críticos argumentan que este marco teológico prioriza los acontecimientos políticos sobre la justicia y la paz para todos los habitantes de la región, incluidos los palestinos, y distorsiona la ética cristiana. Algunos también acusan a CUFI de apoyar a Israel principalmente como parte de una agenda más amplia para acelerar la Segunda Venida de Cristo, en lugar de una preocupación genuina por el bienestar judío. Estas críticas han sido expresadas por organizaciones como el Consejo de Iglesias del Oriente Medio y destacados teólogos de las iglesias anglicana y católica.

### Opiniones sobre el conflicto israelí-palestino
CUFI ha sido criticado por su apoyo incondicional a las políticas del gobierno israelí, independientemente de acciones consideradas violaciones del derecho internacional o de los derechos humanos, como la expansión de los asentamientos y el trato a los palestinos. Los críticos argumentan que esta postura ignora las complejidades del conflicto israelí-palestino y desestima las legítimas preocupaciones de los cristianos y musulmanes palestinos. Además, algunos consideran que la oposición de CUFI a una solución de dos Estados y su rechazo a las concesiones de tierras a los palestinos socavan los esfuerzos por lograr una paz duradera en la región. Organizaciones judías como J Street han expresado su preocupación por las posturas de CUFI, acusándolos de promover políticas que exacerban las tensiones en lugar de fomentar la reconciliación.

### Declaraciones controvertidas de John Hagee
El fundador de CUFI, John Hagee, ha sido criticado por sus polémicas declaraciones, interpretadas como anticatólicas, antiislámicas y antisemitas. Un ejemplo ampliamente citado es la afirmación de Hagee de que Adolf Hitler cumplía la voluntad de Dios al ayudar a los judíos a regresar a Israel como parte de un plan divino, comentario por el que posteriormente se disculpó tras la condena generalizada.Las declaraciones de Hagee, que enfatizan la exclusividad del cristianismo para la salvación, también han suscitado preocupación, especialmente entre organizaciones interreligiosas y líderes judíos, quienes temen que el apoyo de CUFI a Israel pueda estar vinculado a actividades proselitistas, a pesar de la postura oficial del grupo contra tales actividades.